# Вилађо Грапа
Вилађо Грапа је насеље у Италији у округу Калтанисета, региону Сицилија.
Према процени из 2011. у насељу је живело 25 становника. Насеље се налази на надморској висини од 507 м.